# Святой Пётр (галера)
«Святой Пётр» или «Святой апостол Пётр» — галера Балтийского флота Российской империи, головное судно серии галер одноимённого типа, участник Северной войны. Находилась в составе флота с 1704 по 1710 год, совершала плавания в Ладожском озере и Финском заливе, во время войны принимала участие в обороне Кроншлота и боях с кораблями шведского флота, а также использовалась в качестве транспортного судна. По окончании службы галера была разобрана.

## Описание галеры
16-баночная двухмачтовая галера с деревянным корпусом, первая из семи галер одноимённого типа, построенных на Олонецкой верфи по «турецкому маниру». Несмотря на то, что эти галеры были построены по одному проекту, их размеры и вооружение разнилось. Длина «Святого Петра» по килю составляла 29,6 метра, длина по палубе — 39,1 метра, ширина внизу — 2,42 метра, ширина вверху — 5 метров, а осадка — 1,1 метра. В качестве основного движителя судна использовалось 16 пар вёсел, также галера была оборудована вспомогательным косым парусным вооружением. Экипаж галеры мог достигать 500 человек.
В качестве артиллерийского вооружения галеры в различных источниках приводятся от 8 до 19 орудий, включая одно 36-фунтовое и несколько 6-фунтовых орудий. Так в списке английского дипломата Чарльза Уитворта от 1708 года её вооружение состояло из одной 36-фунтовой пушки и семи 6-фунтовых.
Галера была одним из 18 парусных и парусно-гребных судов Российского императорского флота, носивших это наименование. Такое же наименование носила первая парусная яхта Петра I, в составе Балтийского флота несли службу 6 парусных линейных кораблей 1720, 1741, 1760, 1786, 1794 и 1799 годов постройки и один парусный фрегат 1710 года постройки, а также захваченный у шведов в 1704 году галиот, бригантина, купленная в 1787 году, и гукор, купленный в 1772 году. В составе Черноморского флота служил одноимённый бомбардирский корабль, переоборудованной в 1788 году из галиота «Тарантул», в составе Каспийской флотилии — 2 гекбота 1723 и 1726 годов постройки и шнява 1746 года постройки, а в составе Охотской флотилии пакетбот 1740 года постройки, затем гукор, построенный в 1742 году из разбившегося одноимённого пакетбота и галиот 1768 года постройки.

## История службы
Галера «Святой Пётр» была заложена на стапеле Олонецкой верфи 29 июля (9 августа) 1703 года и после спуска на воду 21 мая (1 июня) 1704 года вошла в состав Балтийского флота России. Строительство вёл кораблестроитель Ю. А. Русинов. Во время оснащения галеры шаутбенахтом графом И. Ф. Боцисом, который надзирал за постройкой судов и обучении их экипажей, было обнаружено, что командир галеры капитан галерного флота Александр Молин не обладает необходимыми для оснащения галеры знаниями, в связи с чем галера дооснащалась специально выделенными для этих работ боцманом и матросом.
Сам И. Ф. Боцис так писал об этом 22 июля (2 августа) 1704 года генерал-адмиралу Ф. А. Головину:

Молино имеет малое искусство морское и буде ведомо о сем благородию вашему; я дал ему одного матроса доброго да боцмана, который истинно и каторгу его оснастил один, потому что Молино не знал того сделать.
Однако, несмотря на недовольство командования, 23 июля (3 августа) 1704 года галера под командованием капитана галерного флота Александра Молина вышла с Олонецкой верфи с грузом смолы, который успешно доставила в Санкт-Петербург.
Принимала участие в Северной войне. В начале 1705 года была единственной из четырёх находившихся в Санкт-Петербурге галер, которую возможно было вооружить орудием главного калибра без проведения дополнительных работ по переделыванию ее конструкции. Остальные галеры для установки орудий требовали расширения куршей, также на них требовалось переделать банки. Вице-адмирал Корнелиус Крюйс 23 марта (3 апреля) 1705 года писал олонецкому коменданту И. Я. Яковлеву:

...на те 4 галеры которые здесь лежат вразности шириною вкорсиа зделали, а галеры весть все вединой великности и доведетце наних равной тягости весом и пушки быть а ныне толко наедину галеру мочно пушки положит на которой капитан Малин, а досталные все будет переделывать лавки и корсиа...— Письмо К. И. Крюйса — И. Я. Яковлеву от 23 марта (3 апреля) 1705 года
В кампанию этого года под командованием того же капитана, что и в предыдущем году, принимала участие в обороне Кроншлота. С 4 (15) по 10 (21) июня находилась в составе эскадры отражавшей атаку на Кроншлот шведского флота под командованием адмирала Корнелиуса Анкаршерны, при этом 6 (17) июня в галеру попала неприятельская бомба, которая погасла сама, не причинив повреждений ни судну, ни экипажу. Вечером 10 (21) июня на галеру прибыл вице-адмирал Корнелиус Крюйс и она во главе отряда гребных судов приняла участие в атаке на неприятельские бомбардирские корабли и вице-адмиральский корабль. В результате боя флагманский корабль шведской эскадры получил сильные повреждения и весь шведский отряд под прикрытием фрегатов отступил, при этом вице-адмиральский корабль из-за полученных повреждений отходил на буксире шлюпок. Потерь и повреждений на судах русского отряда не зафиксировано, за исключением одного раздутого 18-фунтового орудия, ставшего непригодным для использования.
18 (29) августа 1705 года, находясь в составе эскадры под командованием шаутбенахта графа И. Ф. Боциса, принимала участие в трёхчасовом бою со шведским кораблем. При этом во время боя галера получила 3 пробоины. 
В списке «судов царского флота», находившегося в мае 1708 года на якорях в тридцати верстах от Санкт-Петербурга между островом Ричарда и Кроншлотом под общим командованием генерал-адмирала Ф. М. Апраксина и вице-адмирала К. И. Крюйса, составленном английским дипломатом Чарльзом Уитвортом, галера фигурирует как контр-адмиральская галера графа И. Ф. Боциса в отряде из 8 галер под его командованием, состоявшим из галер «Святой Пётр», «Александр Македонский», «Вера», «Надежда», «Любовь», «Фёдор Стратилат» и двух неидентифицированных галер. При этом отмечается, что на галере в это время находилось 300 из 500 необходимых членов экипажа и 8 орудий.
По окончании службы до 1710 года галера «Святой Пётр» была разобрана.

### Комментарии
1. ↑  Всего в рамках серии было построено 7 галер: «Святой Пётр» (головное судно проекта), «Золотой орёл», «Святой Фёдор Стратилат», «Александр Македонский», «Надежда», «Любовь» и «Вера»[1].
2. ↑  42 аршина[2].
3. ↑  55 аршин[2].
4. ↑  3 аршина 6,5 вершков[2].
5. ↑  7 аршин[2].
6. ↑  1,5 аршин[2].
7. ↑  Или 16 банок[3].
8. ↑  Также в русскоязычных источников встречаются варианты Молино, Малино, Малина, Мулина, Мулин, Мулино, Молен, Мулен или де Мулин (от итал. Molin)[9].
9. ↑  Вместе с галерами «Золотой орёл», «Святой Фёдор Стратилат» и «Александр Македонский»[1].
10. ↑  Всего в списке фигурирует 12 линейных кораблей с 372 орудиями и 1540 членами экипажей, 8 галер с 64 орудиями и 4000 членами экипажей, 6 брандеров, 2 бомбардирских корабля и 305 мелких судов[16].